# Golfstrom

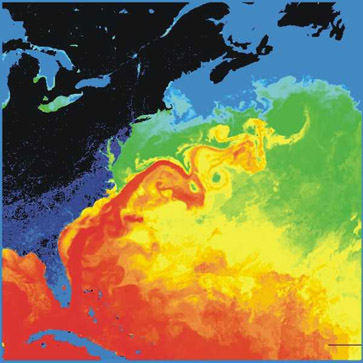
Oberflächentemperatur im westlichen Nordatlantik. Nordamerika erscheint schwarz und dunkelblau (kalt), der Golfstrom rot (warm). Quelle: NASA

Der Golfstrom ist eine schnell fließende Meeresströmung im Atlantik. Er ist Teil eines globalen maritimen Strömungssystems, das oft als „globales Förderband“ bezeichnet wird. In Richtung Europa wird der Golfstrom zum Nordatlantikstrom. Er ist Teil der westlichen Randströmung und beeinflusst das Klima in Nordeuropa. Der Golfstrom im engeren Sinne ist von dem umfassenderen Golfstromsystem zu unterscheiden, das auch als Golfstromzirkulation oder Atlantische Umwälzströmung bezeichnet wird. Der präzise wissenschaftliche Fachbegriff lautet Atlantische Meridionale Umwälzzirkulation (AMOC) (engl. Atlantic Meridional Overturning Circulation). Die AMOC umfasst nicht nur den Golfstrom selbst, sondern auch dessen Fortsetzung, den Nordatlantikstrom, sowie weitere Strömungen, die gemeinsam für den Transport von warmem Wasser nach Norden und kaltem Wasser nach Süden verantwortlich sind. Sie stellt ein übergeordnetes Strömungssystem dar, das sowohl oberflächennahe als auch tiefe Wassermassen im Atlantik bewegt.
Eine genaue Unterscheidung dieser Begriffe ist im Deutschen besonders wichtig, weil der Golfstrom oft fälschlicherweise mit der gesamten AMOC gleichgesetzt wird. Während der Golfstrom hauptsächlich windgetrieben ist, basiert die AMOC auf dichtegetriebenen Prozessen und hat einen noch größeren Einfluss auf das Klima. Und wenn es heißt, der Golfstrom könne in Zukunft kollabieren, ist eine vorhergesagte Abschwächung der AMOC durch den Klimawandel gemeint. Diese Abschwächung der AMOC wird auch den Golfstrom schwächen, aber selbst wenn die AMOC komplett kollabieren würde, würde der Golfstrom weiter bestehen, angetrieben durch die Westwinde.

## Der Golfstrom(im engeren Sinne)
Der Golfstrom befördert etwa 30 Millionen Kubikmeter Wasser pro Sekunde (30 Sv) am Floridastrom bei einer Geschwindigkeit von 1,8 Meter pro Sekunde (ca. 6,5 km/h) und maximal 150 Millionen Kubikmeter Wasser pro Sekunde (150 Sv) bei 55° West. Das ist mehr als einhundertmal so viel Wasser, wie über alle Flüsse der Welt zusammen ins Meer fließt. Er transportiert etwa eine Leistung von 1,4 Petawatt. Dies entspricht der elektrischen Leistung von ungefähr einer Million der größten Kernkraftwerksblöcke.
Der Name Golfstrom wurde von Benjamin Franklin geprägt und bezieht sich auf den Golf von Mexiko.

### Topografie

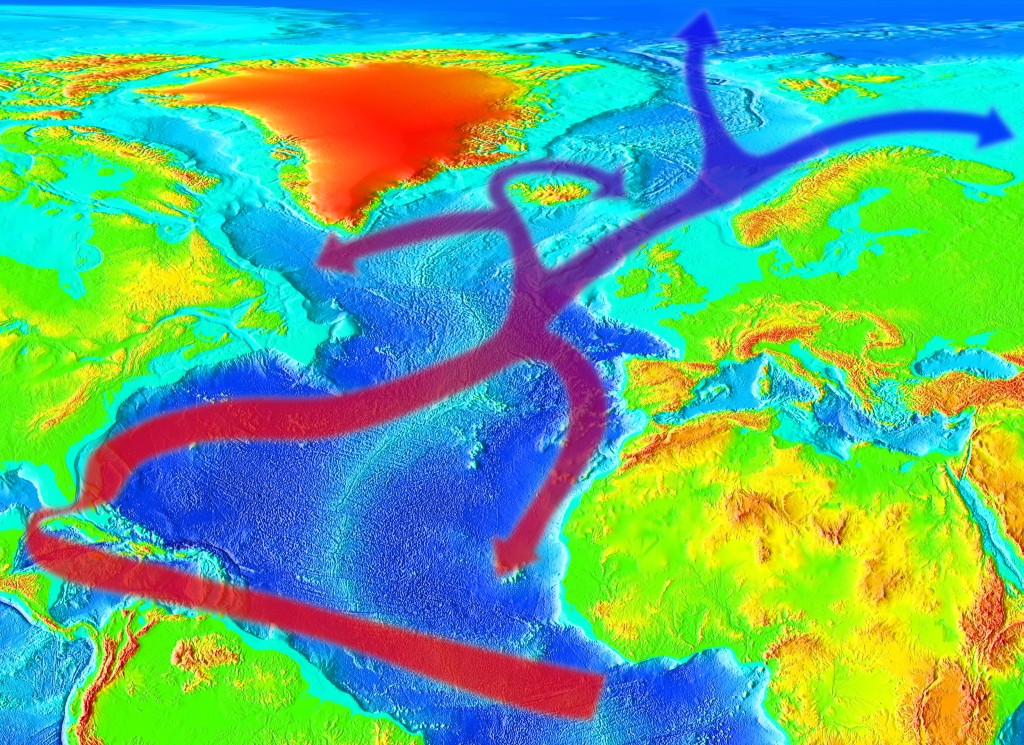
Darstellung des Golfstroms, der westlich der Britischen Inseln als Nordatlantikstrom fortgesetzt wird

Als eigentlicher Golfstrom wird die Meeresströmung zwischen Cape Hatteras (North Carolina) und einem Bereich bis ca. 2500 km östlich davon im Atlantik bezeichnet. Seine Ursprünge sind der Floridastrom und der Antillenstrom.
Der Floridastrom ist die Fortsetzung der Karibischen Strömung und damit des Südäquatorialstroms, der Hauptwasserlieferant des Golfstroms ist. Die Karibische Strömung fließt durch den schmalen Durchgang der Meerenge zwischen Kuba und Yukatán in den Golf von Mexiko. Diese Strömung, jetzt Loop Current (Schleifenstrom) genannt, durchläuft danach den Golf im Uhrzeigersinn und wird dann durch eine noch engere Passage zwischen Kuba und Florida in den Atlantik zurückgepresst. Nördlich der Bahamas vereinigen sich Floridastrom und Antillenstrom zum eigentlichen Golfstrom. Im Golf von Mexiko haben die Wassermassen viel Wärme aufgenommen und bewegen sich zunächst als etwa 100 bis 200 km breites Band entlang der Küste Nordamerikas. In der Nähe von Cape Hatteras löst sich der Golfstrom als Strahlstrom von der Küste und fließt östlich in das nordamerikanische Becken und in den offenen Atlantik.
Der Golfstrom ist Teil des großen atlantischen Stromrings, bestehend aus dem Portugalstrom, dem Kanarenstrom, dem Nordäquatorialstrom, dem Antillenstrom, dem Floridastrom und dem Nordostatlantischen Strom.
Der Strom wird durch die Ostwendung instabil. Er mäandriert, und zahlreiche größere (Durchmesser bis 200 km), zeitlich stark veränderliche und sich bewegende Ringe („Eddies“, „Rings“) lösen sich vom Golfstrom, beginnend als Ausbuchtung. Nördlich des Stroms drehen sie sich im kälteren Wasser nach der Ablösung im Uhrzeigersinn (antizyklonisch) mit warmem Kern, südlich gegen den Uhrzeigersinn (zyklonisch) mit kaltem Kern, ähnlich wie Hoch- und Tiefdruckgebiete in der Atmosphäre.

### Ursachen
Bei der Entstehung des Golfstroms spielt neben der atmosphärischen Zirkulation die nach Norden zunehmende Wirkung der Corioliskraft auf die Wasserbewegung eine sehr wichtige Rolle.
Der Passatwind im Nordatlantik treibt das Wasser an der Oberfläche nach Westen. Die Küste von Nordamerika wirkt wie eine Staumauer und lässt das Wasser entlang der Küste nach Norden abfließen. Durch das Zusammentreffen mit dem Labradorstrom sowie durch die Corioliskraft werden die nach Norden strömenden Wassermassen in Richtung Europa abgelenkt.
Der Golfstrom ist Teil eines die Weltmeere umspannenden Zirkulationssystems, zu dem auch die globale thermohaline Zirkulation beiträgt. Die thermohaline Zirkulation entsteht durch Dichteunterschiede, die ihrerseits auf Unterschiede in der Wassertemperatur und dem Salzgehalt zurückzuführen sind.

### Wechselwirkungen
Die Temperatur des Golfstroms und seine Strömung haben großen Einfluss auf die Ökologie der Tierwelt des Atlantiks. Das mit der Strömung driftende Plankton ist Nahrungsgrundlage für zahlreiche Tiere. Diese locken wiederum Fressfeinde innerhalb der Nahrungskette an wie Haie und Marlins. Die untermeerischen Bodenstrukturen, die vom Golfstrom berührt und teilweise geformt werden, bilden ökologische Nischen.

## Das Golfstromsystem, die Atlantische Umwälzzirkulation (AMOC)

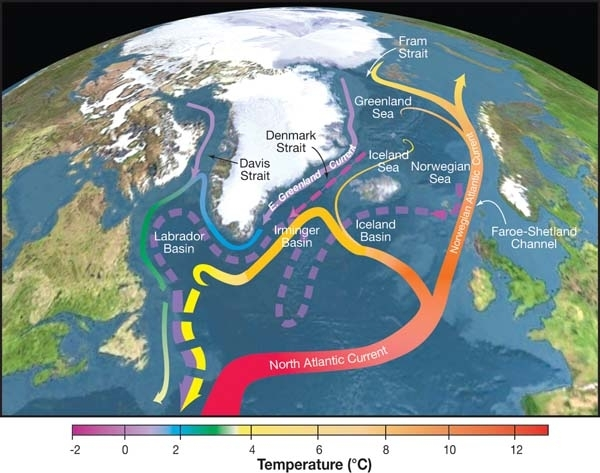
Topografische Karte der Nordmeere und subpolaren Becken mit schematischer Zirkulation von Oberflächenströmungen (durchgezogene Kurven) und Tiefenströmungen (gestrichelte Kurven), die einen Teil der meridionalen Umwälzzirkulation des Atlantiks bilden. Die Farben der Kurven geben ungefähre Temperaturen an.

Der Golfstrom ist ein Teil der umfassenderen Golfstromzirkulation oder des Golfstromsystems – genauer: der Atlantischen Meridionalen Umwälzzirkulation (engl. Atlantic Meridional Overturning Circulation – abgekürzt AMOC), die ein zentrales Element der globalen Ozeanzirkulation ist. Sie umfasst die großräumige Bewegung von warmem, salzreichem Wasser in den oberen Schichten des Atlantiks nach Norden und die Rückführung kalten Tiefenwassers nach Süden (meridional, d. h., entlang eines Meridians). Diese Zirkulation ist für den Austausch von Wärme, Salz und Kohlenstoff zwischen den Ozeanen und der Atmosphäre entscheidend und spielt eine Schlüsselrolle im globalen Klimasystem.
Während der Golfstrom (im engeren Sinne) eine windgetriebene Oberflächenströmung ist, wird die AMOC primär durch die thermohaline Zirkulation angetrieben, also durch Unterschiede in Temperatur (altgriechisch thermós ‚warm, heiß‘) und Salzgehalt (altgr. háls ‚Salz‘), die die Dichte des Wassers beeinflussen. Kaltes, salzreiches Wasser sinkt in hohen Breiten des Nordatlantiks, insbesondere in der Labrador- und der Grönlandsee, in die Tiefe und treibt den Transport kalten Wassers in südliche Richtungen an. Gleichzeitig fließt wärmeres Wasser, vor allem durch den Golfstrom, in den Norden. Diese Prozesse bilden zusammen ein „Förderband“, englisch: „conveyor belt“, das tiefere Schichten und die Oberfläche des Atlantiks verbindet.

### Der Kreislauf der AMOC

Diese Karte zeigt das Muster der meridionale Umwälzzirkulation. Diese Ansammlung von Strömungen ist für den großflächigen Austausch von Wassermassen im Ozean verantwortlich, einschließlich der Versorgung der Tiefsee mit Sauerstoff.

Am Beginn der Kette von Prozessen steht die räumlich ungleiche Verteilung des Wärmeeintrags in das Erdsystem: in den Tropen und Subtropen ist die Erwärmung durch die Sonne ungleich stärker als in den polaren Regionen. Eine beträchtliche Menge dieser Energie wird nun – quasi als Temperaturausgleich – durch die atmosphärische Zirkulation (das Windsystem) wie auch durch die ozeanische Zirkulation mit ihren Meeresströmungen nach Norden transportiert.
Als Teil dieser Ozeanzirkulation führen der Golfstrom (im engeren Sinne) und seine Fortsetzung – der nordatlantische Strom – warmes, durch Verdunstungsprozesse auch salzreiches Wasser entlang der Ostküste Nordamerikas und dann – bedingt durch die Corioliskraft – Richtung Nordost. Die warmen und salzreichen Wassermassen tropischen und subtropischen Ursprungs werden durch den Nordatlantikstrom in den Subpolarwirbel geleitet und zwischen etwa 47° und 53° nördlicher Breite über den Mittelatlantischen Rücken in den Ostatlantik transportiert. Während ihrer nordwärtigen Strömung geben sie durch Wechselwirkungen mit der Atmosphäre schrittweise Wärme ab. Das vorherrschende System westlicher Winde in den subpolaren Breiten sowie der innerozeanische Wärmetransport spielen eine entscheidende Rolle bei der Klimamodulation Europas. Dieser Wärmetransport mildert die klimatischen Bedingungen Westeuropas im Vergleich mit der Ostküste Nordamerikas erheblich ab und beeinflusst die Wetterbedingungen maßgeblich.
Ein bedeutender Teil des eingetragenen Wassers und der transportierten Wärme gelangt als Atlantisches Wasser auf verschiedenen Pfaden über den Grönland-Island-Schottland-Rücken weit nach Norden in das Europäische Nordmeer. Ein weiterer Zweig folgt der durch die Landmassen vorgegebenen topografischen Struktur und strömt über die südöstlich von Grönland gelegene Irmingersee in Richtung Kanada, bis er die Labradorsee erreicht.
Wechselwirkungen zwischen der Meeresoberfläche und der Atmosphäre sowie mit möglicherweise vorhandenem Meereis können unter bestimmten Bedingungen zu einem erheblichen Verlust an Auftrieb in der obersten Wasserschicht führen, was die Bildung von Tiefenwasser begünstigt. Der im Winter besonders starke Wärmeverlust an den Oberflächen-Schichten des Ozeans verändert den Auftrieb durch die Erhöhung der Wasserdichte. Die Dichteschichtung in der Wassersäule wird instabil, und es kommt zu einer Absinkbewegung – es bildet sich Tiefenwasser. Dieser Prozess tritt nur in wenigen Regionen der Weltmeere auf. Im Nordatlantik sind insbesondere die Labradorsee, die Grönlandsee und die Irmingersee zentrale Gebiete für diese Tiefenwasserbildung.

Grönland-Schottland-Schwelle

Das neu gebildete Nordatlantische Tiefenwasser (North Atlantic Deep Water – NADW) strömt nicht sofort nach Süden, wie es das vereinfachte Modell des globalen Förderbands suggeriert. Aufgrund seiner hohen Dichte sammelt es sich zunächst am Boden des Arktischen Ozeans, da dieses Becken sehr tief ist. Der Meeresboden zwischen Grönland und Schottland ist hingegen nur wenige hundert Meter tief, wodurch die Schwelle einen Großteil des Tiefenwassers zurückhält.

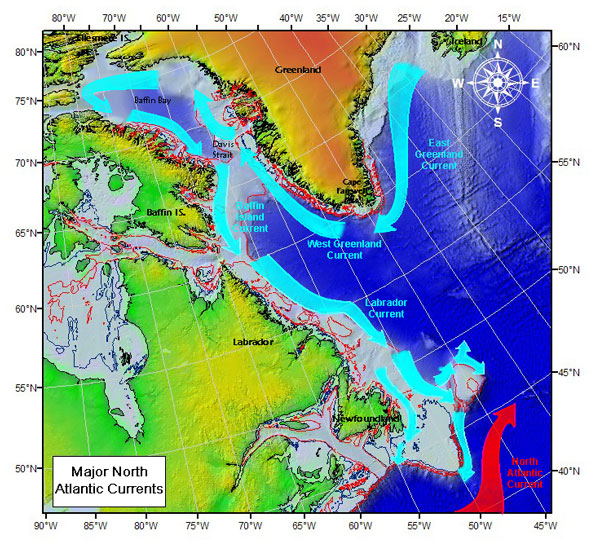
Die kalten Meeresströmungen im Nordatlantik

Im Wesentlichen gibt es zwei Hauptwege, über die das Tiefenwasser entweichen kann: die Dänemarkstraße zwischen Grönland und Island sowie der Färöer-Bank-Kanal zwischen den Färöer-Inseln und Schottland. Besonders wenn Wind- und Druckverhältnisse an der Oberfläche das dichte Wasser leicht anheben, kann es durch diese Engstellen hindurchströmen. Das durch Konvektion auf den Schelfen und in der Grönlandsee gebildete Tiefenwasser schießt mit hoher Geschwindigkeit durch diese Öffnungen und transportiert dabei etwa 4–6 Sv (Millionen Kubikmeter pro Sekunde). Auf seinem Weg vermischt es sich mit umgebendem Wasser, wodurch sich der Transportstrom auf etwa 12 Sv verdoppelt. Entlang des westlichen Randes des Nordatlantiks fließend, sammelt es in der Labradorsee weiteres durch Konvektion gebildetes Tiefenwasser auf. Der resultierende Gesamttransport erreicht etwa 18–20 Sv und bildet den Hauptteil der meridionalen Umwälzzirkulation (AMOC).
Im Nordatlantik vereint sich dieses Tiefenwasser mit dem aus der Labradorsee stammenden Wasser zu einem kräftigen tiefen Randstrom, der sich südwärts bewegt und die ozeanischen Becken mit neu gebildetem Nordatlantischem Tiefenwasser füllt. Dieses breitet sich dann entlang des Meeresbodens bis weit nach Süden aus und fließt zurück in den Südatlantik. Im Südatlantik und im Südlichen Ozean vermischt sich das NADW mit anderen Wassermassen wie dem antarktischen Bodenwasser (Antarctic bottom water – AABW), das salzärmer ist, und steigt schließlich in einigen Regionen wieder an die Oberfläche, insbesondere in Gebieten mit starken Winden und Auftriebsprozessen, wie vor der Küste Südamerikas oder im Südlichen Ozean.
Im Bereich des Antarktischen Zirkumpolarstroms kann dieses Tiefenwasser aufgrund der geneigten Flächen gleicher Dichte wieder aufsteigen und das darüber liegende Zwischenwasser erreichen. Dieses Zwischenwasser breitet sich anschließend nordwärts aus und trägt zum Auftrieb bei, durch den es schließlich an die Meeresoberfläche zurückkehrt, wodurch der Kreislauf geschlossen wird.

Meeresströme im Nordatlantik

Die AMOC ist ein langsamer Prozess, der durch die trägen Strömungen in der Tiefsee geprägt ist. Insgesamt dauert ein vollständiger Kreislauf der AMOC, von der Bildung des Nordatlantischen Tiefenwassers (NADW) bis zu dessen Rückkehr an die Oberfläche im Südatlantik und Südlichen Ozean, etwa 1000 bis 1500 Jahre. Diese langen Zeitskalen machen die AMOC zu einem wichtigen, aber auch trägen Element des Klimasystems, das auf Veränderungen nur langsam reagiert. Dies bedeutet jedoch auch, dass Störungen der AMOC, wie sie durch den Klimawandel verursacht werden könnten, langfristige und möglicherweise irreversible Auswirkungen auf das globale Klima haben können.

### Antriebskräfte der AMOC
Die Atlantische Meridionale Umwälzströmung (AMOC) wird durch ein Zusammenspiel verschiedener Faktoren angetrieben. Neben der thermohalinen Zirkulation haben auch Winde, die Gezeiten, die Corioliskraft und das Meereis wichtige Funktionen in der Umwälzströmung. Diese Erkenntnis ist auch der Grund, warum in den letzten Jahren in der Wissenschaft der Begriff „thermohaline Zirkulation“ für das „globale Förderband“ weitgehend durch den Begriff „AMOC“ abgelöst worden ist.

#### Thermohaline Antriebskräfte (Dichteunterschiede)
Die thermohalinen Antriebskräfte sind wichtige Triebkräfte der AMOC. Sie basieren auf Unterschieden in der Dichte des Meerwassers, die durch Temperatur und Salzgehalt verursacht werden. Im Nordatlantik, insbesondere in der Labradorsee und der Grönlandsee, kühlt sich das warme Oberflächenwasser durch den Kontakt mit kalter Luft ab. Dies geschieht vor allem im Winter, wenn die Temperaturen stark sinken. Kaltes Wasser ist dichter als warmes Wasser und neigt dazu, abzusinken.
Durch die hohe Verdunstung in den Tropen und die geringe Süßwasserzufuhr in den nördlichen Breiten bleibt der Salzgehalt des Wassers hoch. Beim Gefrieren von Meereis wird zusätzlich Salz ausgeschieden; der Salzgehalt erhöht sich weiter. Salzhaltiges Wasser ist dichter als Süßwasser und sinkt leichter ab. Dieses kalte, salzreiche Wasser sinkt in die Tiefe und breitet sich entlang des Meeresbodens nach Süden aus.

#### Wind
Die großräumige Zirkulation der Ozeane wird durch verschiedene physikalische Prozesse angetrieben, wobei insbesondere die oberen Wasserschichten eindeutig vom Wind angetrieben werden. Wichtige Strömungssysteme wie der Golfstrom und die Antarktische Zirkumpolarströmung (Antarctic Circumpolar Current – ACC) spielen hierbei eine zentrale Rolle. Zahlreiche Beobachtungsstudien, theoretische Analysen und Modellrechnungen bestätigen, dass die Wasserbewegungen in den oberen mehreren hundert Metern des Ozeans direkt vom Winddruck gesteuert werden – also der Kraft pro Flächeneinheit, die der Wind auf die Meeresoberfläche ausübt. Dieser Einfluss des Windes prägt die Oberflächenströmungen und beeinflusst damit wesentlich die Dynamik der globalen Ozeanzirkulation.

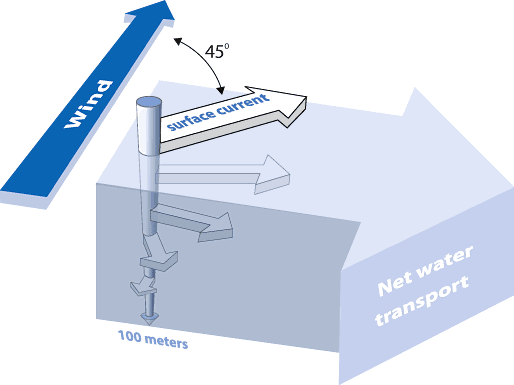
Ekman-Spirale

Der sogenannte Ekman-Transport ist der bedeutendste windgetriebene Mechanismus für den Wassermassentransport im Nordatlantik. Er entsteht durch den Einfluss des Windes auf die Meeresoberfläche und führt zu einer Wasserbewegung, die auf der Nordhalbkugel um 90° nach rechts von der Windrichtung abgelenkt ist. An der Oberfläche beträgt diese Ablenkung etwa 45° nach rechts, während sie mit zunehmender Tiefe weiter zunimmt, wodurch die charakteristische Ekman-Spirale entsteht. Die starken Westwinde in den mittleren Breiten, die den Golfstrom und den Nordatlantikstrom antreiben, bewirken durch diesen Effekt einen Transport von Wassermassen nach Norden, wodurch der Ekman-Transport eine entscheidende Rolle in der großräumigen Umwälzzirkulation spielt.
Damit sich die tiefen Strömungen der AMOC aufrechterhalten können, muss in anderen Regionen Wasser aus der Tiefe nachströmen, um das absinkende Tiefenwasser auszugleichen. Im Gegensatz zum Absinken, das in wenigen spezifischen Gebieten wie der Labradorsee oder der Grönlandsee konzentriert auftritt, erfolgt dieser Auftriebsprozess großflächiger und weniger lokalisiert. Winde tragen wesentlich zu diesem Aufstieg von Tiefenwasser bei, indem sie leichteres Oberflächenwasser zur Seite verdrängen, wodurch dichteres, schwereres Wasser aus der Tiefe aufsteigen kann. Zudem kann Wind Energie in tiefere Wasserschichten transportieren, wo sie zur Erwärmung des Tiefenwassers beiträgt und dessen Dichte verringert. Dies erleichtert den vertikalen Austausch und unterstützt die kontinuierliche Zirkulation der AMOC.

Sturmsystem über dem Nordatlantik am 26. Januar 2021

In subpolaren Breiten, insbesondere in der Labradorsee und der Grönlandsee, fördern starke Winde den vertikalen Wasseraustausch. Kalte, trockene Winde, die über das Meer ziehen, entziehen dem Wasser Wärme und steigern so dessen Dichte. Zusätzlich treiben Stürme und Wirbelströmungen die Durchmischung der Wassersäule an, wodurch das kalte Oberflächenwasser in tiefere Schichten gedrückt wird. Besonders in den Wintermonaten sind die Winde in den nördlichen Breiten stark und kalt. Diese kalten Winde kühlen das Oberflächenwasser weiter ab und fördern die konvektive Durchmischung. Dabei sinkt das kalte, salzreiche Wasser in die Tiefe, während wärmeres Wasser aus tieferen Schichten an die Oberfläche aufsteigt. Dieser Prozess wird als winterliche Tiefenkonvektion bezeichnet und ist ein Schlüsselmechanismus für die Bildung von Nordatlantischem Tiefenwasser (North Atlantic Deep Water – NADW).
Änderungen in den großräumigen Windmustern können direkte Auswirkungen auf die AMOC haben. Studien zeigen, dass eine Verschiebung oder Abschwächung der Passat- und Westwinde die Oberflächenströmungen verändern und damit den Transport von warmem Wasser nach Norden verringern könnte. Zudem könnten veränderte Sturmmuster in der Arktis die Tiefenwasserbildung in der Labradorsee und Grönlandsee beeinflussen, wodurch sich die Stabilität der AMOC langfristig verändern würde.

#### Gezeiten und Corioliskraft
Die Gezeiten, die durch die Gravitationskräfte von Mond und Sonne verursacht werden, spielen eine wichtige, wenn auch oft unterschätzte Rolle in der Dynamik der AMOC. Sie beeinflussen die AMOC durch mehrere Mechanismen, darunter die Energiedissipation, die Durchmischung der Wassersäule und die Interaktion mit den Kontinentalhängen.
Gezeitenkräfte erzeugen interne Wellen im Ozean, die an den Kontinentalhängen und untermeerischen Gebirgen brechen. Diese internen Wellen, auch interne Gezeiten genannt, tragen zur Energiedissipation bei, indem sie kinetische Energie in Wärme umwandeln. Die durch Gezeiten verursachte Durchmischung ist ein Schlüsselprozess für die AMOC. Die Kontinentalhänge spielen hier eine entscheidende Rolle. An den Kontinentalhängen brechen interne Gezeitenwellen und erzeugen Turbulenzen, die zur vertikalen Durchmischung beitragen.
Gezeiten können auch die Tiefenströmungen beeinflussen, die Teil der AMOC sind. Durch die Erzeugung von internen Wellen und Turbulenzen tragen Gezeiten dazu bei, die Geschwindigkeit und Richtung der Tiefenströmungen zu modulieren. Dies ist besonders relevant in Regionen mit starken Gezeitenkräften, wie im Nordatlantik und im Südlichen Ozean.
Die Corioliskraft ist verantwortlich für die Bildung großer Strömungssysteme wie des Golfstroms und des Antarktischen Zirkumpolarstroms (ACC). Sie lenkt die Strömungen nach Osten ab – nach rechts auf der Nordhalbkugel und nach links auf der Südhalbkugel, was die großräumige Zirkulation im Atlantik steuert. Die Corioliskraft beeinflusst auch die Bildung und Ausbreitung von internen Wellen, die Energie in der Wassersäule verteilen und zur Durchmischung beitragen. Sie trägt auch zur Bildung von großen Wirbeln und Strömungsmustern bei, die für die Umwälzung des Wassers in der AMOC wichtig sind. Die Gezeiten und die Corioliskraft wirken zusammen und steuern die Energieübertragung und die Strömungsmuster, die die AMOC antreiben.

#### Meereis
Meereis spielt ebenfalls eine entscheidende Rolle bei der Regulierung des Klimasystems, insbesondere in den Polarregionen, und beeinflusst direkt und indirekt die Prozesse, die das globale Förderband antreiben. Wenn über einen längeren Zeitraum hinweg sehr niedrige Lufttemperaturen vorherrschen, verliert das offene Wasser kontinuierlich Wärme, bis seine Temperatur den Gefrierpunkt erreicht. Aufgrund des Salzgehalts von Meerwasser liegt dieser unterhalb von 0 °C, im salzreichen Wasser der Polarregionen erst bei etwa −1,8 °C. Sobald das Meer so weit abgekühlt ist, führt jeder weitere Wärmeverlust zur Bildung kleiner Eiskristalle, die sich verbinden und schließlich eine geschlossene Eisdecke formen. Das im Meerwasser enthaltene Salz kann dabei nicht in das Kristallgitter des Eises eingebaut werden, sondern sammelt sich in Form von flüssiger, hochkonzentrierter Salzlake in kleinen Kanälen und Kammern im Eis. Meereis besteht also aus reinen Süßwasserkristallen, zwischen denen die salzhaltige Lake eingebettet ist.
Diese besondere Zusammensetzung von Meereis hat weitreichende Auswirkungen auf das Klimasystem der Erde. Da das Eis keine vollständig feste Struktur besitzt, entstehen zahlreiche Phasengrenzen, die Licht in unterschiedliche Richtungen streuen. Dadurch ist Meereis nicht durchsichtig, sondern weist ein hohes Reflexionsvermögen (Albedo) auf. Während offenes Meerwasser nur etwa 4–7 % des einfallenden Sonnenlichts zurückwirft, reflektiert Meereis in der Regel mehr als 60 %, und bei einer frischen Schneeschicht kann dieser Wert auf bis zu 90 % steigen. Meereis wirkt somit wie ein riesiger Spiegel, der Sonnenlicht ins All zurückstrahlt und dadurch die Polarregionen effektiv kühlt.

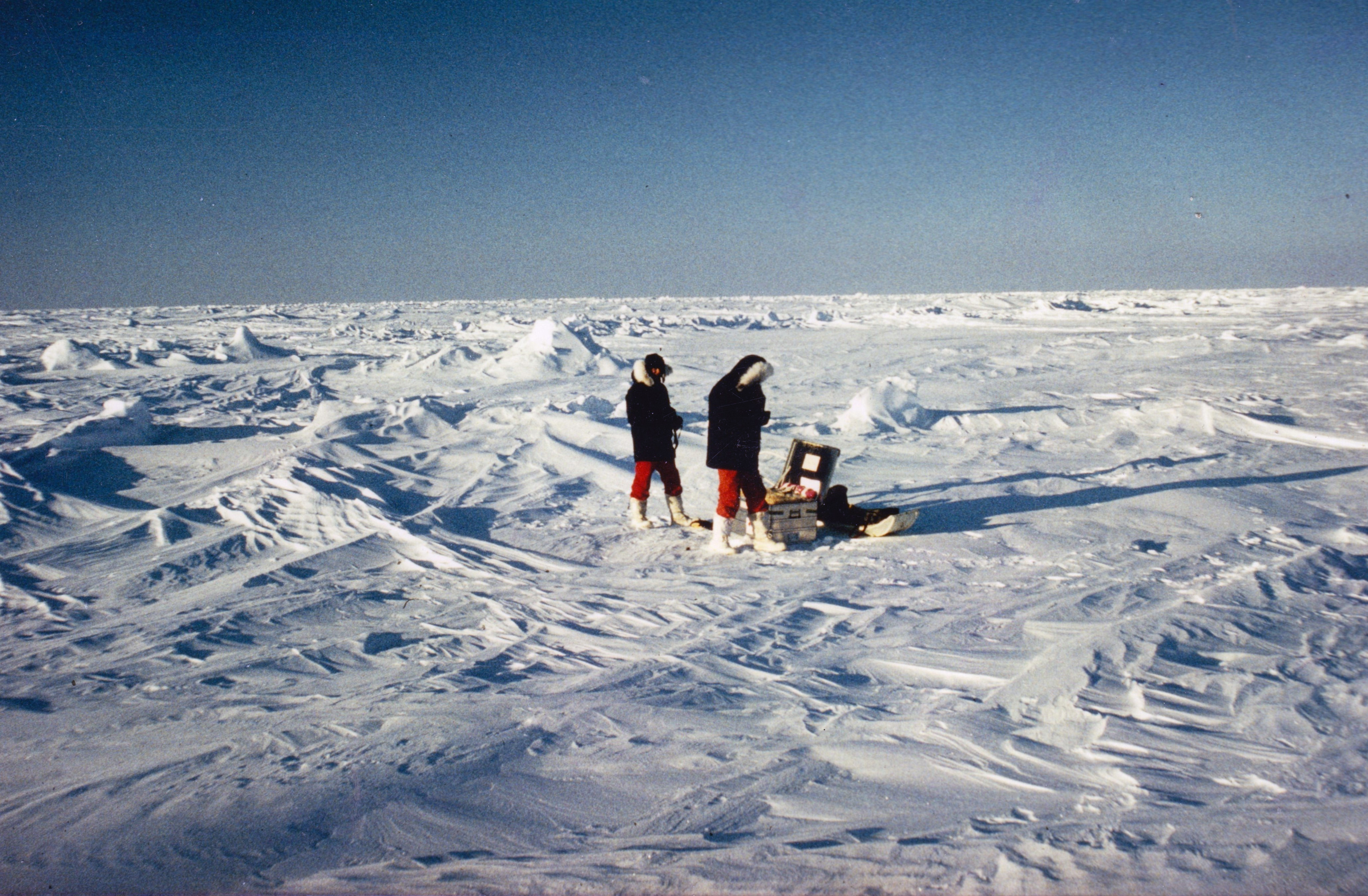
Meereis, hier: am Nordpol

Darüber hinaus spielt das im Eis enthaltene Salz eine zentrale Rolle für den Wärmeaustausch zwischen Ozean und Atmosphäre. Meereis bildet eine isolierende Schicht, die den Ozean im Winter vor der kalten Luft schützt. Nur durch Wärmeleitung kann noch ein geringer Wärmeaustausch stattfinden, der umso schwächer ausfällt, je mehr Salzlake im Eis vorhanden ist. Da die hochkonzentrierte Salzlake schwerer ist als Meerwasser, sickert sie nach und nach aus dem Eis in das darunterliegenden Ozeanwasser. Dadurch verliert das Meereis mit der Zeit an Salz, während das umgebende Meerwasser an Salzgehalt zunimmt. Schmilzt das Eis im Sommer, bildet sich an der Oberfläche des Ozeans eine Schicht aus Schmelzwasser mit deutlich geringerem Salzgehalt. Dieser Vorgang, der einem Destillationsprozess ähnelt, ist entscheidend für die Klimawirkung des Meereises: Studien zeigen, dass der durch das Meereis verursachte Salzausstoß wesentlich zur Bildung von ozeanischem Tiefenwasser beiträgt.
Auch der Nordatlantikstrom wird durch das Schmelzen von Meereis beeinflusst. Er transportiert große Wärmemengen nach Westeuropa und wird – neben dem Wind – angetrieben durch das Absinken kalten, salzreichen Oberflächenwassers östlich von Grönland. Dieses Absinken (Downwelling) setzt jedoch eine ausreichend hohe Dichte des Oberflächenwassers voraus, die durch niedrige Temperaturen und einen hohen Salzgehalt bestimmt wird. Gelangen größere Mengen von salzarmem Schmelzwasser in diese Absinkregion, sammelt sich dieses Wasser an der Oberfläche, wodurch die Dichte des Oberflächenwassers abnimmt und das Absinken verlangsamt wird. Ein großflächiges Abschmelzen von Meereis und der daraus resultierende Süßwassereintrag könnten daher einen direkten Einfluss auf die Stärke des Nordatlantikstroms haben und damit die nach Westeuropa transportierte Wärmemenge verringern.
Schließlich wird auch die atmosphärische Zirkulation durch das Vorhandensein von Meereis beeinflusst. Modellstudien deuten darauf hin, dass der Rückgang des arktischen Meereises Veränderungen in den globalen Windströmungen auslösen könnte, z. B. in der Arktischen Oszillation oder der Antarktischen Oszillation. Eine mögliche Folge ist eine verstärkte Häufigkeit von Kaltlufteinbrüchen aus der Arktis nach Europa, wodurch kalte Wintertage in Mitteleuropa zunehmen könnten, Gleichzeitig führen solche Kaltlufteinbrüche zu einer deutlichen Erwärmung der Arktis, was den Meereisverlust in dieser Region weiter beschleunigen könnte.

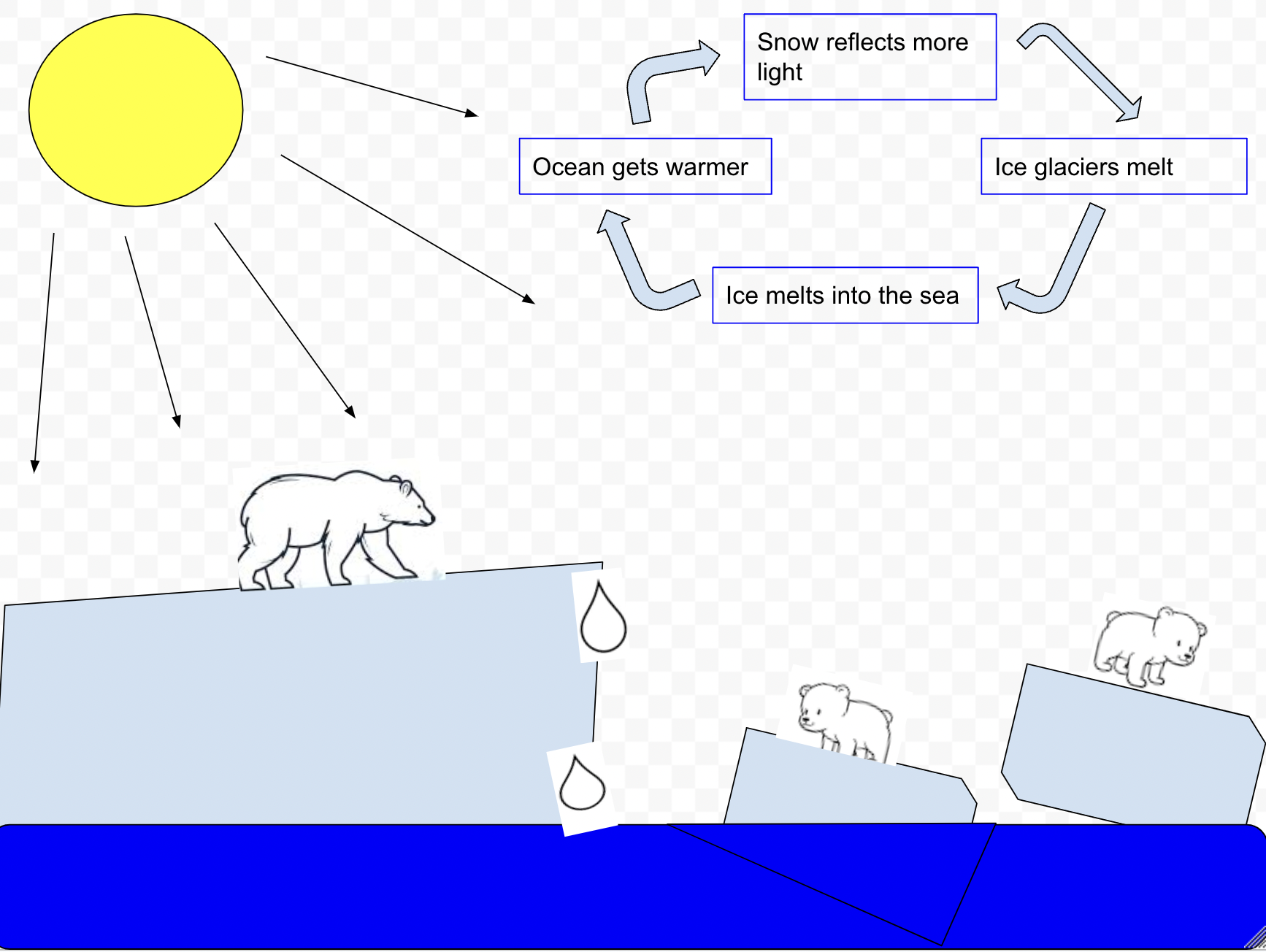
Eis-Albedo-Rückkopplung

Klimamodelle erwarten für die kommenden eine vergleichsweise stärkere Abnahme der Meereisausdehnung in der Arktis. Bleiben weitreichende Klimaschutzmaßnahmen aus, könnte der Arktische Ozean bereits in wenigen Jahrzehnten während des Sommers vollständig eisfrei sein. Die Analyse des bisherigen Rückgangs sowie Prognosen für die zukünftige Entwicklung hängen stark von verschiedenen Rückkopplungsmechanismen ab, die entweder eine Verstärkung oder eine Abschwächung der Eisschmelze bewirken können. Einer der bekanntesten Mechanismen ist die Eis-Albedo-Rückkopplung: Wenn sich das Meereis in einer bestimmten Region zurückzieht, entsteht dort offenes Wasser, das im Gegensatz zum Eis einen Großteil des Sonnenlichts absorbiert. Dadurch erwärmt sich das Wasser im Sommer weiter, was zusätzliches Eis abschmelzen lässt und die Fläche offenen Wassers vergrößert. Dies verringert die Reflexion des Sonnenlichts weiter und verstärkt den Erwärmungseffekt.
Allerdings zeigen neuere Studien, dass neben der Eis-Albedo-Rückkopplung auch gegenläufige Rückkopplungsmechanismen denkbar sind. Einer der wichtigsten dieser Mechanismen ist der erhöhte Wärmeaustausch zwischen Ozean und Atmosphäre, der nach einem sommerlichen Rückgang des Meereises einsetzt. In eisfreien Gebieten gibt der Ozean im Winter deutlich mehr Wärme an die Atmosphäre ab als in eisbedeckten Regionen. Dies führt zu einer stärkeren Abkühlung des Wassers, wodurch sich in den betroffenen Regionen schneller und in größerem Umfang neues Eis bildet.
Soll auch in Zukunft während der Sommermonate Meereis in der Arktis erhalten bleiben, sind in jedem Falle rasche und weitreichende Klimaschutzmaßnahmen erforderlich. Andernfalls wird der Arktische Ozean innerhalb weniger Jahrzehnte im Sommer weitgehend eisfrei sein.

### Die Bedeutung der AMOC für das Klimasystem
Die Atlantische Meridionale Umwälzströmung (AMOC) ist ein zentraler Bestandteil des globalen Klimasystems und hat erhebliche Auswirkungen auf das Wetter und die Klimabedingungen in Europa, Nordamerika und anderen Regionen.

#### Wärmetransport und Klimaregulierung
Die AMOC transportiert warmes Oberflächenwasser aus den Tropen in den Nordatlantik und sorgt so für einen effizienten Wärmeaustausch zwischen den Breitengraden. Ohne die AMOC wäre das Klima in Westeuropa deutlich kälter. Der Golfstrom, ein Teil der AMOC, trägt dazu bei, dass Regionen wie Großbritannien und Norwegen ein milderes Klima haben, als es ihrer geografischen Breite entspricht. Die AMOC spielt eine Schlüsselrolle bei der Verteilung von Wärmeenergie auf der Erde und beeinflusst so das Klima in vielen Regionen.

#### Einfluss auf Wetterextreme und Niederschlagsmuster
Die AMOC beeinflusst nicht nur die Temperaturen, sondern auch die Verteilung von Niederschlägen und die Häufigkeit von Wetterextremen. Veränderungen in der AMOC können zu Verschiebungen der Niederschlagszonen führen. Beispielsweise könnte eine Abschwächung der AMOC zu Dürren in der Sahelzone und verstärkten Niederschlägen in anderen Regionen führen. So könnten die Intensität und der Verlauf von Monsunsystemen in Afrika, Asien und Südamerika beeinflusst werden, was Folgen hätte für die Landwirtschaft und die Wasserversorgung in diesen Regionen.
Eine schwächere AMOC könnte auch die Häufigkeit und die Intensität von Stürmen und Hitzewellen in Europa und Nordamerika erhöhen. Dies hätte erhebliche Auswirkungen auf die Landwirtschaft, die Infrastruktur und die menschliche Gesundheit. Eine Abschwächung der AMOC könnte zu trockeneren Bedingungen in Teilen Europas und Nordamerikas führen, während andere Regionen stärkere Niederschläge erleben könnten.
Eine 2025 veröffentlichte Multi-Jahrhunderte-Simulation mit dem Community Earth System Model (CESM) zeigt, dass ein starker Rückgang bzw. Kollaps der AMOC bei mittlerem Treibhausgasanstieg (RCP 4.5; ≈ 2 °C globale Erwärmung) die Winter in Nordwesteuropa um mehrere Grad abkühlt. Die Studie berichtet von intensiveren Kaltluftausbrüchen, deutlich größerer Tag-zu-Tag-Variabilität und einer Verstärkung der Nordatlantik-Sturmbahnen. Entscheidend ist dabei die nach Süden vorrückende Meereiskante, welche den Jetstream stärkt und barokline Instabilitäten fördert. Unter einem hohen Emissionspfad (RCP 8.5) überlagert die direkte Treibhausgas-Erwärmung diese Abkühlung fast vollständig, sodass Europa trotz geschwächter AMOC insgesamt wärmer bleibt.

#### Einfluss auf die marine Ökologie
Die AMOC beeinflusst auch die marine Ökologie im Hinblick auf die Nährstoffverteilung: Die Umwälzung des Wassers transportiert Nährstoffe aus der Tiefe an die Oberfläche, was das Wachstum von Phytoplankton und die gesamte marine Nahrungskette unterstützt. Dies ist besonders wichtig für Fischerei und marine Biodiversität.
Die Zirkulation trägt auch dazu bei, sauerstoffreiches Wasser in die Tiefsee zu transportieren, was für das Überleben vieler mariner Arten entscheidend ist.

#### Rolle im globalen Kohlenstoffzyklus
Eine wichtige Rolle spielt die AMOC im globalen Kohlenstoffzyklus. Der Ozean nimmt durch die AMOC große Mengen an Kohlenstoffdioxid (CO₂) aus der Atmosphäre auf, was zur Regulierung des globalen Klimas beiträgt. Eine Abschwächung der AMOC könnte diese Aufnahme verringern und den Klimawandel beschleunigen. Sie transportiert darüber hinaus kohlenstoffreiches Tiefenwasser in die Tiefsee, wo der Kohlenstoff über lange Zeiträume gespeichert wird. Dies trägt zur Reduzierung des atmosphärischen CO₂ bei.

#### Langfristige Klimaänderungen und Rückkopplungen
Die AMOC ist eng mit langfristigen Klimaänderungen verbunden, einschließlich der Eiszeiten und abruptem Klimawechsel. Während der letzten Eiszeiten schwankte die AMOC stark, was zu abrupten Klimaänderungen führte. Diese Schwankungen zeigen, wie empfindlich die AMOC auf Veränderungen reagiert. Sie unterliegt positiven und negativen Rückkopplungen. Beispielsweise könnten schmelzendes Eis in der Arktis und vermehrte Niederschläge den Salzgehalt des Nordatlantiks verringern und die Tiefenwasserbildung behindern. Dies könnte die AMOC schwächen oder sogar zum Zusammenbruch führen, was die Tiefenwasserbildung weiter schwächen würde. Eine allgemeine Erwärmung der Atmosphäre wiederum verringert die Abkühlung des Oberflächenwassers im Nordatlantik, was die Dichte des Wassers reduziert und die AMOC schwächt. So könnte es durch eine Abschwächung zu einer deutlichen Abkühlung in Europa kommen, ähnlich wie während der Jüngeren Dryas vor etwa 12.000 Jahren. Auch die Häufigkeit und Intensität von extremen Wetterereignissen wie Hitzewellen, Dürren und Stürmen könnte sich erhöhen.

### Forschung und Überwachung

Franklin-Porträt von Joseph Siffred Duplessis (Ölgemälde, um 1785)

Die Erforschung und Überwachung der Atlantischen Meridionalen Umwälzströmung (AMOC) ist entscheidend, um ihre aktuelle Stärke, Variabilität und zukünftige Entwicklung zu verstehen. Moderne Beobachtungssysteme und Klimamodelle spielen dabei eine zentrale Rolle, allerdings erst seit etwa zwanzig Jahren.

#### Frühe Erkenntnisse über das Golfstromsystem
Die Erforschung der Atlantischen Meridionalen Umwälzströmung (AMOC) hat eine lange Geschichte, die bis ins 18. Jahrhundert zurückreicht. Frühe Erkenntnisse über die Meeresströmungen im Atlantik wurden durch Beobachtungen von Seefahrern und Wissenschaftlern gewonnen, die die Bewegung von Wasser und die Verteilung von Temperaturen und Salzgehalten untersuchten.

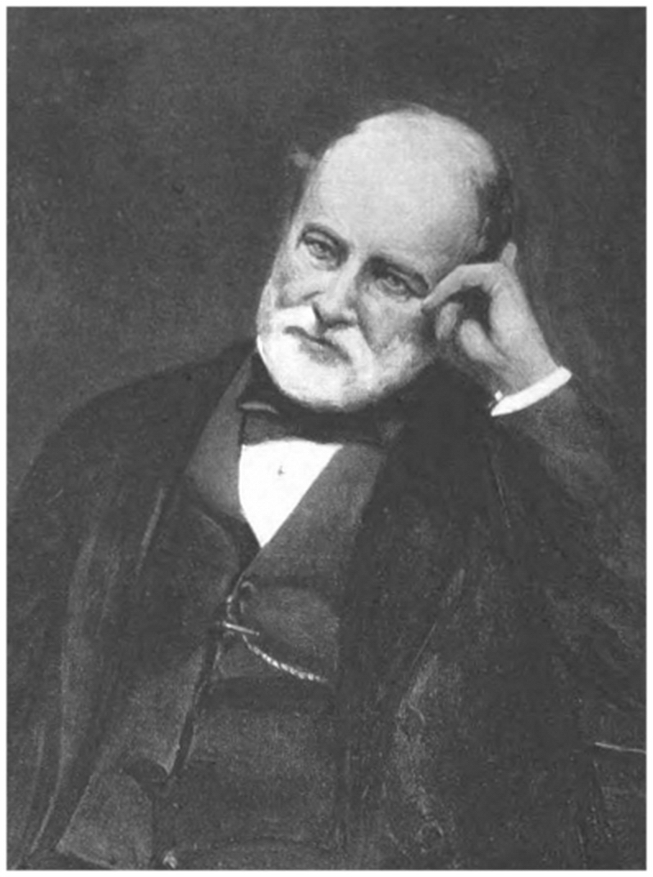
Matthew Fontaine Maury

##### Benjamin Franklin und der Golfstrom (1770er Jahre)
Benjamin Franklin war einer der ersten, der den Golfstrom systematisch untersuchte. Während seiner Zeit als Postmeister in den amerikanischen Kolonien bemerkte er, dass Postschiffe, die von England nach Amerika segelten, länger brauchten als Schiffe, die den umgekehrten Weg nahmen. Franklin vermutete, dass eine starke Strömung im Atlantik dafür verantwortlich war. Zusammen mit dem Walfänger Timothy Folger erstellte Franklin eine der ersten Karten des Golfstroms, die die Route der Strömung entlang der Ostküste Nordamerikas und über den Atlantik nach Europa zeigte. Diese Karte war ein wichtiger Schritt, um die Bedeutung des Golfstroms für die Schifffahrt und das Klima zu verstehen.

##### Matthew Fontaine Maury und die Ozeanographie (19. Jahrhundert)
Matthew Fontaine Maury, ein amerikanischer Marineoffizier und Hydrograph, gilt als einer der Begründer der modernen Ozeanographie. In seinem Werk The Physical Geography of the Sea (1855) beschrieb Maury detailliert die globalen Meeresströmungen, einschließlich des Golfstroms. Maury sammelte Daten von Schiffskapitänen und erstellte Karten, die die Verteilung von Temperaturen, Salzgehalten und Strömungen im Atlantik zeigten. Seine Arbeit legte den Grundstein für das Verständnis der großräumigen Ozeanzirkulation.

##### Fridtjof Nansen und die Nordatlantische Zirkulation (19./20. Jahrhundert)

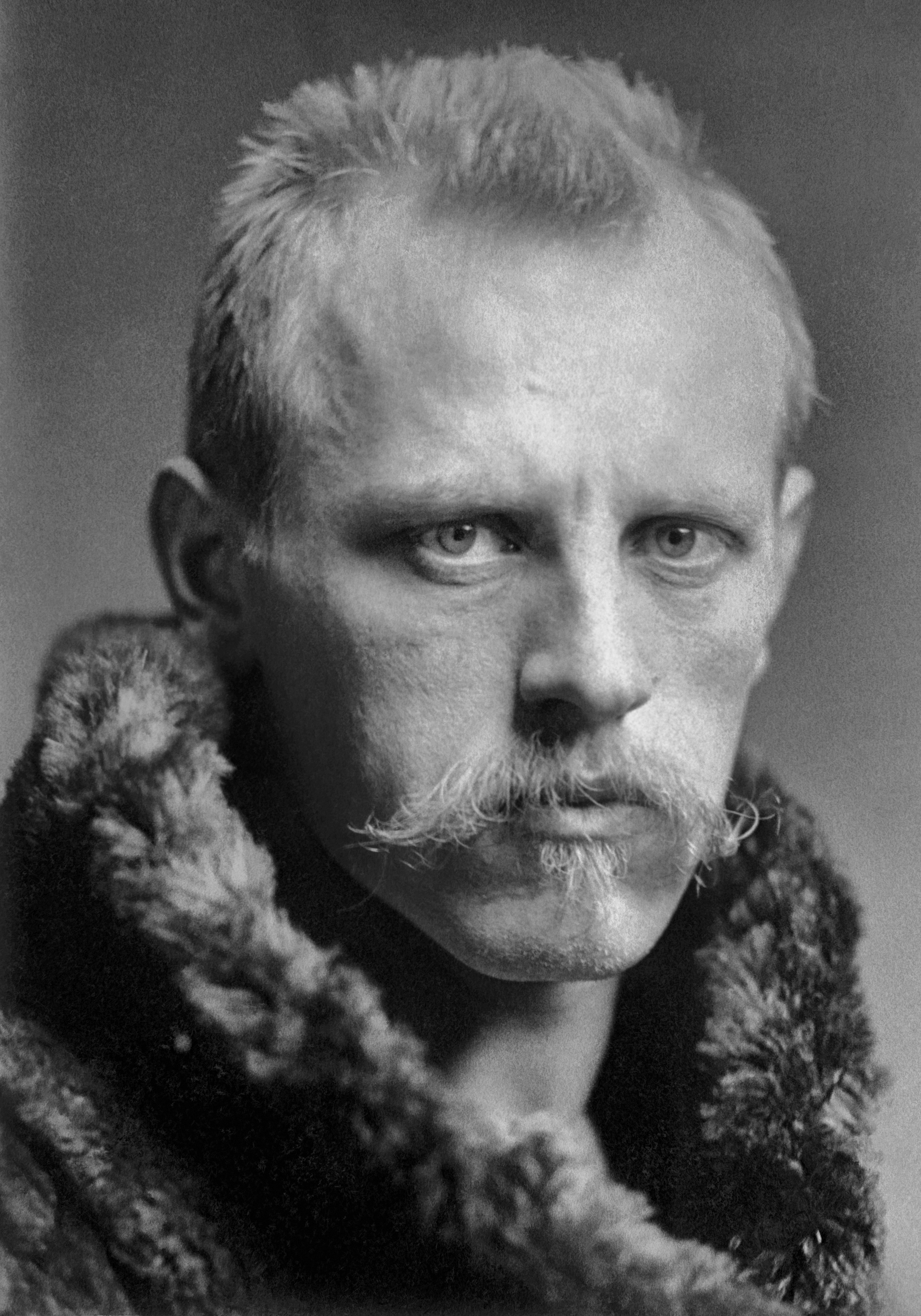
Fridtjof Nansen

Der norwegische Polarforscher Fridtjof Nansen machte wichtige Beobachtungen zur Zirkulation im Nordatlantik während seiner Fram-Expedition (1893–1896). Nansen bemerkte, dass das Oberflächenwasser im Nordatlantik kälter und salzreicher wurde, je weiter man nach Norden kam. Er entwickelte die Theorie, dass das kalte, salzreiche Wasser in die Tiefe sinkt und eine großräumige Umwälzzirkulation antreibt. Seine Beobachtungen waren ein wichtiger Schritt, um die Prozesse der Tiefenwasserbildung und der thermohalinen Zirkulation zu verstehen.

##### Henry Stommel und die moderne Theorie der AMOC (20. Jahrhundert)

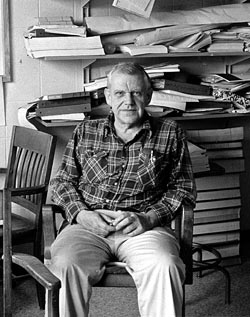
Henry Stommel in seinem Büro, 1979

Der US-amerikanische Ozeanograph Henry Stommel entwickelte in den 1950er und 60er Jahren die erste umfassende Theorie der Atlantischen Umwälzbewegung. In seinem bahnbrechenden Werk The Gulf Stream: A Physical and Dynamical Description (1958) beschrieb Stommel die Rolle von Winden, Dichteunterschieden und der Corioliskraft bei der Steuerung der großräumigen Ozeanzirkulation. Er erklärte, wie die Abkühlung und Salzanreicherung des Wassers im Nordatlantik zur Bildung von Tiefenwasser führt und wie dieses Wasser entlang des Meeresbodens nach Süden fließt. Seine Arbeit legte den Grundstein für das moderne Verständnis der AMOC.

##### Wallace Broecker und dasGreat Ocean Conveyor Belt(1980er Jahre)

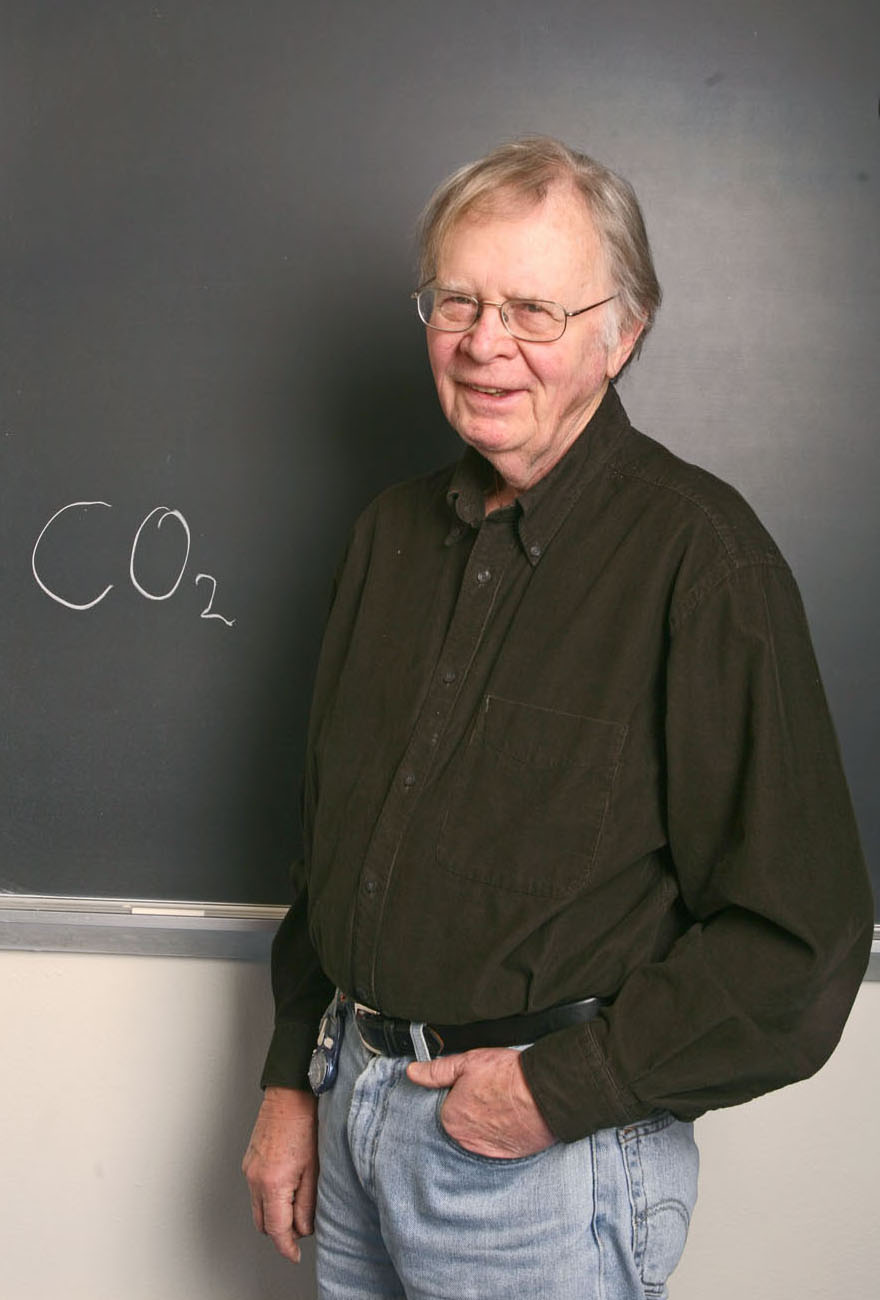
Wallace Broecker, 2010

Der US-amerikanische Geochemiker Wallace Broecker prägte den Begriff des Great Ocean Conveyor Belt (großes Ozeanförderband), um die globale Umwälzzirkulation zu beschreiben. In seinem einflussreichen Artikel The Great Ocean Conveyor (1991) erklärte Broecker, wie die Atlantische Umwälzzirkulation Wärme aus den Tropen in den Nordatlantik transportiert und so das Klima in Europa und Nordamerika beeinflusst. Er betonte darin die Bedeutung der Umwälzbewegung für das globale Klima und warnte vor den potenziellen Auswirkungen von Störungen der Zirkulation, z. B. durch den Klimawandel. Seine Arbeit trug maßgeblich dazu bei, die AMOC als zentrales Element des Klimasystems zu etablieren.

#### Moderne Beobachtungssysteme
Moderne Beobachtungssysteme ermöglichen es Wissenschaftlern, die AMOC in Echtzeit zu überwachen und langfristige Veränderungen zu erfassen. Diese Systeme kombinieren in-situ-Messungen, Satellitenbeobachtungen und numerische Modelle, um ein umfassendes Bild der AMOC zu liefern.
Das RAPID-MOCHA-Array (die Abkürzung von Rapid Climate Change – Meridional Overturning Circulation and Heatflux Array) ist ein Netzwerk von Messgeräten, das seit 2004 den Transport von Wasser im Atlantik überwacht. Es erstreckt sich entlang des 26. nördlichen Breitengrades und misst Temperatur, Salzgehalt und Strömungsgeschwindigkeiten in verschiedenen Tiefen. Es ist derzeit die Hauptinformationsquelle und liefert wichtige Daten zur Validierung von Klimamodellen und zur Überwachung der AMOC in Echtzeit. Das RAPID-MOCHA-Array hat gezeigt, dass die AMOC seit den 1950er Jahren um etwa 15–20 % schwächer geworden ist.

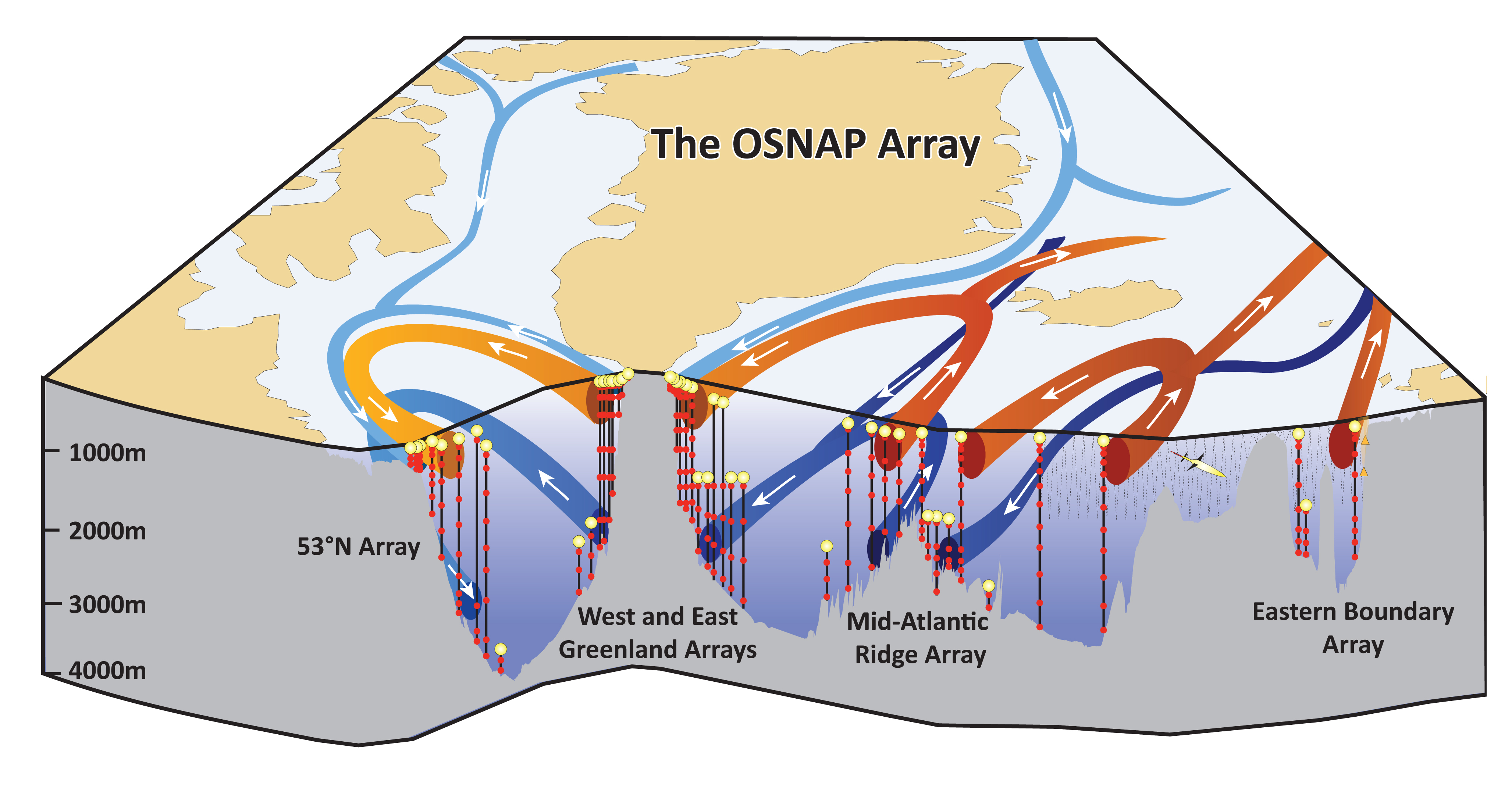
Osnap-Projekt – Forschungsgebiet

Das OSNAP-Programm (Overturning in the Subpolar North Atlantic Program) hat die AMOC von 2014 bis 2016 im besonders wichtigen subpolaren Nordatlantik überwacht, wo die Tiefenwasserbildung stattfindet. Es verwendete ein Netzwerk von Verankerungen, Gleitern und Satelliten, um Temperatur, Salzgehalt und Strömungen zu messen. OSNAP hat gezeigt, dass die Tiefenwasserbildung in der Labradorsee und der Grönlandsee starken saisonalen und jährlichen Schwankungen unterliegt. Ursächlich dafür sind aber wohl nicht Schwankungen in der Labradorsee, sondern in der Meeresregion östlich von Grönland: In der dortigen Irmingersee und dem Island-Becken ist die Variabilität rund siebenmal stärker als in der Labradorsee. Die Daten sind wichtig, um die Prozesse der Tiefenwasserbildung besser zu verstehen.

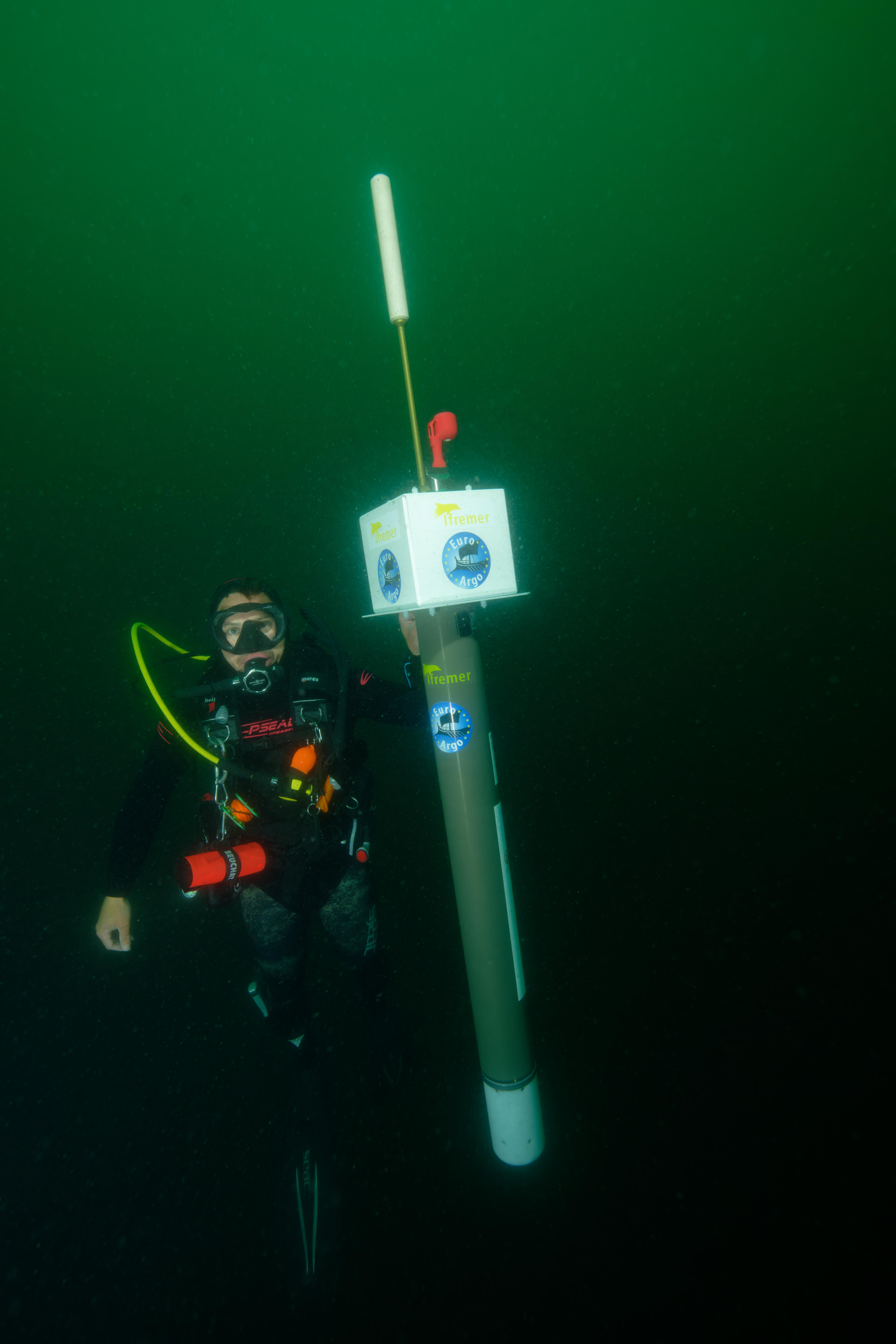
Einsatztauchgang mit dem Argo Arvor Float

Argo-Floats sind autonome Messgeräte in Bojen, die in den Ozeanen treiben und Daten zu Temperatur, Salzgehalt und Druck in verschiedenen Tiefen sammeln. Sie liefern globale Daten zur Ozeanzirkulation und tragen zur Überwachung der AMOC bei. Argo-Floats haben bewiesen, dass die Erwärmung des Ozeans und die Veränderungen im Salzgehalt die AMOC beeinflussen. Sie liefern wichtige Daten für die Validierung von Klimamodellen.
Eine 2024 veröffentlichte Multi-Datensatz-Analyse des meridionalen Süßwassertransports (Mov) durch die AMOC bei 34,5° S ergab einen mittleren negativen Wert von −0,15 ± 0,09 Sv, was auf ein bistabiles Regime der Zirkulation hindeutet. Modellvergleiche zeigen dagegen, dass mehr als die Hälfte der untersuchten CMIP6-Modelle dort einen positiven Mov simuliert und damit einen monostabilen Zustand impliziert, was auf systematische Verzerrungen im vertikalen Salzgehaltsprofil in den Modellen zurückgeführt wird. Dies deutet darauf hin, dass die meisten Klimamodelle von einem zu stabilen AMOC ausgehen.

#### Klimamodelle: Simulationen der AMOC und ihrer zukünftigen Entwicklung
Klimamodelle sind ein wichtiges Werkzeug, um die AMOC zu simulieren und ihre zukünftige Entwicklung vorherzusagen. Diese Modelle berücksichtigen die komplexen Wechselwirkungen zwischen der Atmosphäre, dem Ozean und dem Eis.
Das CMIP (Coupled Model Intercomparison Project) ist ein internationales Projekt, das Klimamodellsimulationen vergleicht und ihre Fähigkeit zur Simulation der AMOC bewertet. Um einen Vergleich der Modellergebnisse zu ermöglichen, arbeitet CMIP an Standards für Simulationen, Datenformate und Auswertealgorithmen. So können die Klimaforscher weltweit ihre Erkenntnisse miteinander teilen, vergleichen und einschätzen. Die neueste Generation von Modellsimulationen (CMIP6) bietet eine verbesserte Darstellung der AMOC, aber es gibt immer noch erhebliche Unterschiede zwischen den Modellen. CMIP6-Modelle zeigen eine breite Spanne von Projektionen für die AMOC, von einer starken Abschwächung bis hin zu einer Stabilisierung. Diese Unterschiede sind auf die unterschiedliche Darstellung von Prozessen wie der Tiefenwasserbildung, der Süßwasserzufuhr und der Windmuster zurückzuführen.
Hochauflösende Ozeanmodelle, wie das MPI-ESM und das GFDL-ESM2M, bieten eine detaillierte Darstellung der AMOC und ihrer Wechselwirkungen mit dem globalen Klimasystem. Diese Modelle berücksichtigen kleinskalige Prozesse wie die Tiefenkonvektion und die turbulente Durchmischung. Hochauflösende Modelle zeigen, dass die AMOC empfindlich auf Veränderungen im Salzgehalt und der Temperatur reagiert. Sie liefern wichtige Einblicke in die möglichen Auswirkungen eines Zusammenbruchs der AMOC auf das globale Klima.

##### Emissionsszenarien: RCP- und SSP-Szenarien

Intergovernmental Panel on Climate Change (Logo)

Emissionsszenarien sind zentrale Werkzeuge in der Klimaforschung, um mögliche zukünftige Entwicklungen der Treibhausgasemissionen und deren Auswirkungen auf das Klimasystem zu untersuchen. Sie bilden die Grundlage für Klimamodelle und helfen, politische Entscheidungen zur Eindämmung des Klimawandels vorzubereiten. Die beiden wichtigsten Szenarienfamilien sind die RCP-Szenarien (Representative Concentration Pathways) und die SSP-Szenarien (Shared Socioeconomic Pathways), die im Rahmen des Intergovernmental Panel on Climate Change (IPCC) entwickelt wurden.
Die RCP-Szenarien beschreiben unterschiedliche Pfade der Treibhausgaskonzentrationen in der Atmosphäre bis zum Jahr 2100. Sie sind nach dem Strahlungsantrieb (in Watt pro Quadratmeter) benannt, den sie verursachen; sie reichen von optimistischen Szenarien mit starken Emissionsreduktionen (z. B. RCP2.6) bis hin zu pessimistischen Szenarien mit weiterhin hohen Emissionen (z. B. RCP8.5). Diese Szenarien wurden im Fünften Sachstandsbericht des Intergovernmental Panel on Climate Change (IPCC) (AR5) eingeführt und bildeten die Grundlage für viele Klimaprojektionen.
Die SSP-Szenarien wurden im Sechsten Sachstandsbericht des IPCC (AR6) eingeführt und erweitern die RCP-Szenarien um sozioökonomische Faktoren. Sie beschreiben nicht nur mögliche Emissionspfade, sondern auch gesellschaftliche Entwicklungen wie Bevölkerungswachstum, technologischen Fortschritt und politische Entscheidungen. Die SSP-Szenarien ermöglichen eine umfassendere Analyse der Wechselwirkungen zwischen Klimawandel und menschlicher Entwicklung.

##### Projektionen für die AMOC
In Klimaprojektionen werden die Wirkungen auf das zukünftige Klima über Zeiträume mehr als 100 Jahren anhand angenommener Vorgaben (Szenarien) berechnet. Die Projektionen für die zukünftige Entwicklung der AMOC variieren je nach Szenario und Modell.
- Leichte Abschwächung (RCP2.6/SSP1-2.6): In diesem Szenario wird sich die AMOC voraussichtlich nur leicht abschwächen, da die Erwärmung und der Süßwassereintrag begrenzt sind. Die Zirkulation bleibt stabil, und es gibt keine Anzeichen für einen Kipppunkt[50].

- Moderate Abschwächung (RCP4.5/SSP2-4.5): In diesem Szenario wird die AMOC sich voraussichtlich stärker abschwächen, da die Erwärmung und der Süßwassereintrag zunehmen. Die Zirkulation bleibt stabil, aber es gibt ein erhöhtes Risiko für eine weitere Abschwächung bei einer stärkeren Erwärmung[58].

- Starke Abschwächung oder Kipppunkt (RCP8.5/SSP5-8.5): In diesem Szenario wird sich die AMOC voraussichtlich stark abschwächen oder sogar einen Kipppunkt erreichen, bei dem die Zirkulation abrupt zusammenbricht. Dies hätte schwerwiegende Auswirkungen auf das globale Klima, einschließlich einer starken Abkühlung in Europa und Veränderungen der Niederschlagsmuster.[59]

Trotz der Fortschritte in der Modellierung gibt es noch erhebliche Unsicherheiten in den Projektionen für die AMOC. Diese ergeben sich aus den unterschiedlichen Annahmen in den Klimamodellen, den begrenzten Beobachtungsdaten und den komplexen Wechselwirkungen zwischen den verschiedenen Antriebskräften der AMOC. Die begrenzte Verfügbarkeit von langfristigen Beobachtungsdaten erschwert die Validierung der Klimamodelle, da sie nicht ausreichend an realen Beobachtungen getestet werden können.
Die CESM-Studie von van Westen & Baatsen (2025) bestätigt diese Spannbreite: Bei einem moderaten Emissionspfad (SSP2-4.5) und gleichzeitig stark verringerter AMOC simuliert das Modell bis ins 23. Jahrhundert markante Winterabkühlungen im Vereinigten Königreich, in Skandinavien und in Norddeutschland, wohingegen unter SSP5-8.5 die globale Erwärmung die AMOC-bedingte Abkühlung weitgehend kompensiert. Laut den Autoren entscheidet die Position der winterlichen Meereiskante: Erreicht sie etwa 50–55° N, verstärken sich Nordatlantik-Sturmzüge und Temperaturextreme besonders stark.

### Bedrohungen und Herausforderungen
Die Atlantische Meridionale Umwälzströmung (AMOC) steht vor erheblichen Bedrohungen, die durch den Klimawandel und andere anthropogene Einflüsse verursacht werden. Diese Bedrohungen könnten die Stabilität der AMOC gefährden und schwerwiegende Folgen für das globale Klimasystem haben.

#### Abschwächung der AMOC durch den Klimawandel
Studien zeigen, dass die AMOC im 20. Jahrhundert an Stärke verloren hat. Messungen des RAPID-MOCHA-Arrays und anderer Beobachtungssysteme deuten darauf hin, dass die AMOC seit den 1950er Jahren um etwa 15–20 % schwächer geworden ist, und es wird erwartet, dass sich dieser Trend im Zuge des Klimawandels fortsetzt. Die Abschwächung wird hauptsächlich auf die Erwärmung der Atmosphäre und die Zunahme des Süßwassereintrags durch schmelzendes Grönlandeis und verstärkte Niederschläge zurückgeführt. Beides verringert den Salzgehalt und die Dichte des Oberflächenwassers, was die Tiefenwasserbildung behindert. Studien schätzen, dass der Süßwassereintrag aus Grönland seit den 1990er Jahren deutlich zugenommen hat. Auch das Schmelzen des arktischen Meereises trägt zum Süßwassereintrag bei, was die AMOC weiter schwächen und langfristige Auswirkungen auf das globale Klima haben könnte.
Die globale Erwärmung führt zu höheren Lufttemperaturen, die das Oberflächenwasser im Nordatlantik weniger stark abkühlen lassen. Dies verringert ebenfalls die Dichte des Wassers und behindert das Absinken. Klimamodelle zeigen, dass eine weitere Erwärmung der Luft die AMOC weiter schwächen würde. Die Erwärmung des Ozeans verstärkt diesen Prozess noch. Schließlich könnte der Klimawandel zu Veränderungen in den Windmustern führen, z. B. durch die Verschiebung der Jetstreams. Dies könnte die Oberflächenströmungen und die vertikale Durchmischung des Ozeans beeinflussen.

#### Risiko eines abrupten Zusammenbruchs
Forschungsergebnisse deuten darauf hin, dass die AMOC ein Kippelement (Tipping Point) im Klimasystem sein könnte, das bei Überschreitung eines kritischen Schwellenwerts abrupt zusammenbrechen könnte. Insbesondere zwei Studien aus den letzten beiden Jahren haben in dem Zusammenhang viel Aufmerksamkeit erregt – in der Welt der Wissenschaft genauso wie in den Medien und der Öffentlichkeit:
Die dänischen Forscher Peter und Susanne Ditlevsen analysierten Klimadaten und formulierten eine Warnung schon im Titel ihrer Studie: „Warning of a forthcoming collapse of the Atlantic meridional overturning circulation“ (2023). Sie glauben Hinweise darauf gefunden zu haben, dass die AMOC sich einem Kipppunkt annähern könnte. Ihre Studie verwendet nichtlineare statistische Methoden, um zu zeigen, dass die AMOC bereits Vorzeichen eines kritischen Übergangs zeigt. Sie prognostizieren, dass die Strömung möglicherweise innerhalb der nächsten 50 Jahre kollabieren könnte.
Ihre Studie widerspricht den Vorhersagen des Weltklimarats. Dieser war in seinem sechsten Sachstandsbericht zu dem Schluss gekommen, dass das Golfstromsystem nicht im 21. Jahrhundert zusammenbrechen wird. Um den Zeitpunkt des Kollaps zu berechnen, hatten die beiden dänischen Forscher die Oberflächentemperaturen des Wassers in Teilen des Golfstromsystems zwischen 1870 und 2020 auf mögliche Frühwarnsignale untersucht. Sie schlussfolgerten daraus, dass das System ab 2025 jederzeit kollabieren könnte, spätestens aber bis 2095.
Niklas Boers vom Potsdam-Institut für Klimafolgenforschung (PIK) und der TU München kritisiert, dass die dänische Studie unterkomplex sei. Die statistische Analyse selbst sei korrekt, allerdings würden stark vereinfachende Annahmen bezüglich der Beschreibung der AMOC getroffen. Der Direktor der Forschungsabteilung Ozean im Erdsystem am Max-Planck-Institut für Meteorologie, Jochem Marotzke, sieht das ähnlich. Er hat erhebliche Zweifel daran, ob allein die Messungen der Oberflächentemperatur überhaupt für eine Projektion ausreichen.
Die Studie von René M. van Westen und Kollegen aus dem Jahr 2024 untersucht das Risiko eines Kippens der Atlantischen Meridionalen Umwälzströmung (AMOC) im 21. Jahrhundert. Die Autoren analysierten Klimamodellsimulationen und Beobachtungsdaten und fanden heraus, dass nur eine gewisse, gar nicht so große Menge an zusätzlichem Süßwasser notwendig sei, um eine Kippdynamik auszulösen, und dass aktuelle Trends besorgniserregend seien. Mit einer Wahrscheinlichkeit von mehr als 50 Prozent werde die AMOC innerhalb dieses Jahrhunderts kippen, selbst bei moderatem Klimawandel. Sie identifizierten einen kritischen Schwellenwert von +3 °C globaler Durchschnittstemperaturerhöhung gegenüber vorindustriellen Werten, mit einer unteren Grenze von +2,2 °C. Solche Temperaturanstiege könnten nach 2050 erreicht werden.
Andere Wissenschaftler äußern Bedenken hinsichtlich dieser Prognose. Niklas Boers vom PIK betont, dass die Unsicherheiten in den zugrunde liegenden Daten und Annahmen zu groß seien, um genaue Vorhersagen über den Zeitpunkt eines möglichen Kippens zu treffen.  Jochem Marotzke vom Max-Planck-Institut für Meteorologie in Hamburg konstatiert zwar, dass die Studie von van Westen et al. wichtige Hinweise auf die Existenz eines Kipppunkts für die AMOC liefere. Dennoch kritisiert er die vermeintliche Sicherheit, mit der ein Kollaps der AMOC im 21. Jahrhundert prognostiziert wird.
Insgesamt unterstreichen die Studien und die Stimmen der Kritiker die Komplexität des Klimasystems und die Notwendigkeit weiterer Forschung, um die Stabilität der AMOC und mögliche Kipppunkte besser zu verstehen. Die Folgen eines Abbruchs der AMOC werden aber allgemein als verhängnisvoll eingeschätzt. Ein Zusammenbruch der AMOC könnte zu einer plötzlichen Abkühlung in Europa und Nordamerika führen, ähnlich wie während der Jüngeren Dryas vor etwa 12.000 Jahren. Eine weitere Folge könnte sein, dass die Monsunsysteme in Afrika und Asien destabilisiert würden und es zu schweren Dürren oder Überschwemmungen kommen könnte.

#### Auswirkungen auf die marine Ökologie
Eine Abschwächung oder gar ein Zusammenbruch der AMOC hätte auch schwerwiegende Auswirkungen auf die marine Ökologie: es käme zu einem Nährstoffmangel. Die Umwälzung des Wassers bringt Nährstoffe aus der Tiefe an die Oberfläche. Eine Abschwächung der AMOC könnte zu einem Rückgang der marinen Produktivität führen. Die AMOC trägt auch zur Sauerstoffversorgung der Tiefsee bei. Eine Abschwächung könnte also eine weitere Ausbreitung von sauerstoffarmen Zonen im Ozean bewirken.

#### Unsicherheiten in den Projektionen
Trotz erheblicher Fortschritte in der Klimaforschung bestehen weiterhin erhebliche Unsicherheiten in den Projektionen zur zukünftigen Entwicklung der AMOC. Diese Unsicherheiten ergeben sich aus einer Reihe von Faktoren, darunter Modelllimitationen, unzureichenden Beobachtungsdaten und der komplexen Natur des Klimasystems.

##### Modellunsicherheiten
Klimamodelle sind das wichtigste Werkzeug, um die zukünftige Entwicklung der AMOC zu projizieren. Allerdings gibt es erhebliche Unterschiede zwischen den Modellen, insbesondere in Bezug auf die Darstellung der AMOC und ihrer Sensitivität gegenüber externen Einflüssen:
- Schwellenwerte für einen Zusammenbruch: Die Modelle unterscheiden sich darin, bei welchen Schwellenwerten von Temperatur- oder Süßwasseränderungen die AMOC abrupt zusammenbrechen könnte. Einige Modelle deuten auf ein höheres Risiko hin, während andere eine größere Resilienz der AMOC vorhersagen[60].

- Darstellung von Rückkopplungsmechanismen: Die Modelle unterscheiden sich in ihrer Fähigkeit, komplexe Rückkopplungen wie die Eis-Albedo-Rückkopplung, die Süßwasserfeedback-Schleifen und die Wechselwirkungen zwischen Ozean und Atmosphäre zu berücksichtigen. Diese Rückkopplungen können die Reaktion der AMOC auf externe Forcings erheblich beeinflussen.[62]

- Parametrisierung von Konvektionsprozessen: Die Tiefenwasserbildung in Schlüsselregionen wie der Labradorsee und der Norwegischen See wird in den Modellen unterschiedlich dargestellt. Die konvektive Instabilität und die thermohaline Zirkulation sind stark von der räumlichen Auflösung und der Parametrisierung abhängig, was zu Unsicherheiten in den Projektionen führt[15]

- Auflösung der Modelle: Die räumliche und zeitliche Auflösung der Modelle ist oft nicht ausreichend, um kleinräumige Prozesse wie die Bildung von Tiefenwasser in der Labradorsee oder die Dynamik von Meereis genau abzubilden. Dies kann zu Unsicherheiten in den Projektionen führen[67].

##### Fehlende Langzeitbeobachtungsdaten
Die AMOC ist ein komplexes und langsam veränderliches System, das über Jahrzehnte bis Jahrhunderte hinweg beobachtet werden muss, um verlässliche Trends zu identifizieren. Allerdings gibt es nur begrenzte Beobachtungsdaten. Direkte Messungen der AMOC gibt es erst seit den 2000er Jahren, z. B. durch das RAPID-MOCHA-Projekt im Atlantik. Diese Zeitreihen sind zu kurz, um langfristige Trends, dekadische Variabilität oder natürliche Schwankungen der AMOC vollständig zu erfassen. Um die langfristige Entwicklung der AMOC zu rekonstruieren, werden Proxydaten wie Sedimentkerne, Eisbohrkerne und stabile Isotopenanalysen verwendet. Diese Daten sind jedoch oft unsicher und können nur indirekte Hinweise auf die AMOC liefern.

##### Natürliche Variabilität vs. anthropogene Einflüsse
Es ist schwierig, die natürliche Variabilität der AMOC von den Auswirkungen des anthropogenen Klimawandels zu unterscheiden. Die AMOC unterliegt natürlichen Schwankungen auf Zeitskalen von Jahrzehnten bis Jahrhunderten, die durch interne Klimaprozesse wie die Atlantische Multidekaden-Oszillation (AMO) und die Nordatlantische Oszillation (NAO) verursacht werden. Diese Schwankungen können die langfristigen Trends überlagern und die Identifizierung von anthropogenen Einflüssen erschweren. Anthropogene Einflüsse (Klimawandel) führt zu einer Erwärmung der Atmosphäre und des Ozeans sowie zu einem erhöhten Süßwassereintrag durch schmelzendes Eis. Es ist jedoch schwierig, den genauen Beitrag dieser Faktoren zur Abschwächung der AMOC zu quantifizieren.

##### Kipppunkte und nichtlineare Prozesse
Die AMOC könnte ein Kippelement im Klimasystem sein, das bei Überschreitung eines kritischen Schwellenwerts abrupt zusammenbrechen könnte. Die Identifizierung solcher Kipppunkte ist jedoch mit erheblichen Unsicherheiten verbunden. Einige Studien deuten darauf hin, dass bestimmte statistische Indikatoren wie erhöhte Variabilität, Autokorrelation oder Verlangsamung der AMOC als Frühwarnsignale für einen bevorstehenden Kipppunkt dienen könnten. Diese Signale sind jedoch oft schwer von natürlichen Schwankungen zu unterscheiden. Die AMOC wird außerdem durch komplexe, nichtlineare Prozesse gesteuert, die schwer vorherzusagen sind. Kleine Veränderungen in den Randbedingungen könnten große Auswirkungen auf die Stabilität der AMOC haben.

#### Konsequenzen
Die Projektionen zur zukünftigen Entwicklung der AMOC sind mit erheblichen Unsicherheiten behaftet, die sich aus Modelllimitationen, fehlenden Langzeitbeobachtungsdaten, der Unterscheidung zwischen natürlicher Variabilität und anthropogenen Einflüssen sowie der Identifizierung von Kipppunkten ergeben. Diese Unsicherheiten unterstreichen die Notwendigkeit weiterer Forschung und verbesserter Beobachtungssysteme, um die Risiken für die AMOC besser verstehen und quantifizieren zu können.
Auch wenn das genaue Ausmaß und der Zeitraum einer Abschwächung oder gar eines Zusammenbruchs der AMOC (noch) nicht präzise bestimmt werden können, so ist doch der Trend einer Abschwächung nicht zu leugnen. Deshalb sind politische und gesellschaftliche Maßnahmen dringend erforderlich: Da ist zunächst eine Reduzierung der Treibhausgasemissionen: um das Risiko eines Zusammenbruchs der AMOC zu verringern, ist eine drastische Reduzierung der Emissionen unumgänglich. Gesellschaften müssen sich auf mögliche abrupte Klimaänderungen vorbereiten, die durch eine Abschwächung oder einen Zusammenbruch der AMOC verursacht werden könnten.
Laut Max-Planck-Gesellschaft könne allein der Zusammenbruch der AMOC zu Klimafolgekosten in Billionenhöhe führen.

#### Die Rolle der Kommunikation und der Wissenschaftskritik
Die Berichterstattung über den Klimawandel, einschließlich der Atlantischen Meridionalen Umwälzströmung (AMOC), steht vor einer besonderen Herausforderung: Einerseits ist es wichtig, die Öffentlichkeit über die potenziell katastrophalen Auswirkungen des Klimawandels zu informieren, andererseits kann eine reißerische oder übertriebene Darstellung zu Nachrichtenmüdigkeit (News Avoidance) und einem Verlust an Glaubwürdigkeit führen.
In den letzten Jahren haben Medienberichte über den Klimawandel oft dramatische und apokalyptische Szenarien beschrieben, darunter auch das mögliche Ende der AMOC. Solche Berichte können zwar Aufmerksamkeit erregen, bergen aber auch Risiken: Medien neigen dazu, bei der Darstellung wissenschaftlicher Erkenntnisse zu übertreiben, um Schlagzeilen zu generieren. So wurde beispielsweise das Risiko eines abrupten Zusammenbruchs der AMOC oft als unmittelbar bevorstehend dargestellt, obwohl die meisten Wissenschaftler dies für eher unwahrscheinlich halten.
Ein weiteres Problem ist die Vereinfachung komplexer Prozesse: Die AMOC ist ein vielschichtiges System, das von vielen Faktoren beeinflusst wird. Medienberichte reduzieren diese Komplexität oft auf zu einfache Aussagen wie: „Der Golfstrom versiegt“. Die ungenauer Verwendung von Begriffen, etwa die Gleichsetzung von Golfstrom und AMOC, tragen zur weiteren Verwirrung bei. Der Golfstrom beschreibt lediglich eine oberflächennahe Strömung, während die AMOC ein vielschichtiges Zirkulationssystem ist. Und der Golfstrom wird nicht versiegen, solange der Wind weht und die Erde sich dreht. Solche begrifflichen Unklarheiten unterstreichen die Bedeutung einer genauen und differenzierten Berichterstattung.
Wenn Medien immer wieder apokalyptische Szenarien beschreiben, die sich nicht unmittelbar bewahrheiten, kann dies zu einer Nachrichtenmüdigkeit führen. Die Öffentlichkeit wird desensibilisiert und verliert das Interesse an seriösen Klimaberichten. Wenn wissenschaftliche Erkenntnisse in den Medien verzerrt dargestellt werden, kann dies auch das Vertrauen in die Wissenschaft untergraben. Dies ist besonders problematisch, da die Wissenschaft auf öffentliche Unterstützung und politische Maßnahmen angewiesen ist.
Auch die Wissenschaft selbst trägt eine Mitverantwortung für die Art und Weise, wie ihre Erkenntnisse kommuniziert werden. Einige wissenschaftliche Institutionen und Forscher neigen dazu, ihre Ergebnisse in Pressemitteilungen dramatisch darzustellen, um Aufmerksamkeit – und Forschungsgelder – zu generieren. Dies kann zu einer Verzerrung der tatsächlichen wissenschaftlichen Aussagen führen. So ist die Diskussion über Worst-Case-Szenarien und Kipppunkte wie den Zusammenbruch der AMOC wichtig, aber sie wird oft überbetont. Während solche Szenarien theoretisch möglich sind, gelten sie in den meisten Modellen als unwahrscheinlich. Die Konzentration auf Worst-Case-Szenarien kann jedoch den Eindruck erwecken, als stünden sie unmittelbar bevor.
Die Klimawissenschaft ist mit vielen Unsicherheiten behaftet, insbesondere bei der Modellierung hochkomplexer Systeme wie der AMOC. Diese Unsicherheiten werden in der öffentlichen Kommunikation oft nicht ausreichend betont. Die Unterscheidung zwischen langfristigen Trends und natürlicher Variabilität wird in der öffentlichen Kommunikation oft vernachlässigt. So wird beispielsweise die aktuelle Abschwächung der AMOC oft als direkte Folge des Klimawandels dargestellt, obwohl natürliche Schwankungen ebenfalls eine Rolle spielen könnten.
Um die Probleme der reißerischen Berichterstattung und der Nachrichtenmüdigkeit zu überwinden, sind sowohl die Medien als auch die Wissenschaft gefordert. Es ist ein Journalismus nötig, der dem Dilemma der Klimaberichterstattung gerecht wird: Er muss zwar bei bestimmten Themen vereinfachen und verkürzen und muss trotzdem dem Stand der Wissenschaft und der Komplexität des Themas gerecht werden – kein einfaches Unterfangen. Medien sollten wissenschaftliche Erkenntnisse in einen größeren Kontext stellen (Kontextualisierung) und die Prozesse so in ihrer Komplexität erklären. Statt sich auf apokalyptischer Schlagzeilen und spektakuläre, aber unwahrscheinliche Worst-Case-Szenarien zu konzentrieren, sollten Medien die langfristigen Risiken des Klimawandels betonen und die Notwendigkeit von Klimaschutzmaßnahmen herausstellen.
Es ist zu empfehlen, dass Wissenschaftler im Sinne von Transparenz die Unsicherheiten ihrer Forschungsergebnisse klar kommunizieren und darauf verweisen, dass Worst-Case-Szenarien zwar möglich, aber nicht wahrscheinlich sind. Und Wissenschaftler und Medien sollten enger zusammenarbeiten, um sicherzustellen, dass komplexe Themen wie die AMOC korrekt und verständlich dargestellt werden.